# Distrito de Vlorë
El distrito de Vlorë (en albanés: Rrethi i Vlorës) era uno de los 36 distritos de Albania. Su población es de 147,000 habitantes (2004) incluyendo etnias distintas a los albanos, especialmente los griegos. El territorio total del distrito era de 1,609 km². Se localizaba al sudoeste del país y su capital es Vlorë. Otros lugares importantes eran Himarë, Dhërmi, Cold Water, Palase, Kocul y Selenicë. 
Vlorë es el punto más cercano de la costa albanesa a la península itálica. El distrito es visitado por diversos turistas por tener un litoral muy bello.

## Municipios de Vlorë
A continuación un listado de los municipios del distrito:
- Armen
- Brataj
- Himarë
- Horë-Vranisht
- Kotë
- Novoselë
- Orikum
- Qendër
- Selenicë
- Sevaster
- Shushicë
- Vllahinë
- Vlorë